# Дефтериос, Джон
Джон Ко́ста Дефте́риос (англ. John Kosta Defterios; род. 7 апреля 1961, Калифорния, США) — американский журналист и телеведущий, финансовый аналитик, сотрудник телеканала CNN. Редактор программы «Emerging Markets», посвящённой рынкам развивающихся стран и странам БРИКС, ведущий передач «Marketplace Middle East» и «Global Exchange» на CNN International. Также ведёт программу «One Square Meter». В разное время работал в Лондоне, Вашингтоне, Нью-Йорке, Лос-Анджелесе и Риме, а также совершал поездки по всей Азии, Ближнему Востоку, Африке и Латинской Америке. Лауреат Награды Демосфена от Американо-греческого прогрессивного просветительского союза (AHEPA) (2002).

## Биография

### Семья и образование
Родился 7 апреля 1961 года в Калифорнии (США) в семье греков Косты и Леоноры Дефтериосов. Предки Джона иммигрировали в США с острова Кефалония (Ионические острова, Греция). Его родители из Калифорнии: отец родился в Камарильо и владеет растительным бизнесом «KD Nursery» в округе Вентура, а мать шеф-повар из города Охай.
В 1984 году окончил Южно-Калифорнийский университет со степенью бакалавра гуманитарных наук в области журналистики и политэкономии.

### Карьера
В 1984 году проходил практику на телеканале CNN.
В 1984—1992 годах работал в информационном агентстве Reuters, являясь иностранным корреспондентом в Европе и продюсером специального выпуска телепрограммы деловых новостей «Nightly Business Report» на канале PBS. В этот период был главой европейского бюро Reuters в Лондоне (1988), освещал падение Берлинской стены (1989) и войну в Персидском заливе из Кувейта (1990—1991), а также корреспондентом на Западном побережье США (1990—1992).
В 1992 году присоединился к CNN в качестве нью-йоркского корреспондента телепередачи «Lou Dobbs Moneyline» (сегодня — «Lou Dobbs Tonight»).
В 1993 году освещал теракт 26 февраля в Нью-Йорке.
В 1994—2000 годах вёл программы «World Business Today» в Лондоне (1994—1996) и Нью-Йорке (1997—2000). Был ведущим передач «Ahead of the Curve» и «Business Unsual», а также главным ведущим CNNfn в Нью-Йорке.
С 2000 года — директор медиакомпании «FBC Media» (Великобритания). Вёл телепрограмму «World Business» на канале CNBC (2000—2007), которую выпускала «FBC Media», занимал посты вице-президента римского бюро «FBC TV» (2001—2005), вице-президента «FBC Media UK Ltd» (2005—2011).
С октября 2007 года является ведущим передачи «Marketplace Middle East» на CNN International — деловой аналитической программы с участием самых известных деятелей Ближнего Востока.
С ноября 2011 года ведёт передачу «Global Exchange» в Абу-Даби (ОАЭ). С этого же года является редактором и ведущим программы «Emerging Markets».
Дефтериос — ведущий медиа-представитель на Всемирном экономическом форуме (ВЭФ) и член Совета ВЭФ по глобальной повестке дня по ближневосточной тематике. Занимал должность председателя Форумов лидеров, проходивших под эгидой «Business Week» в Нью-Йорке, Лондоне и Пекине, а также Всемирного исламского экономического форума. Освещал саммиты «Большой семёрки» и «Большой двадцатки», Генеральное соглашение по тарифам и торговле.
Интервьюировал многих деятелей высокого уровня из мира политики и экономики, включая эмира Дубая и премьер-министра ОАЭ шейха Мохаммеда, короля Иордании Абдаллу II, министра нефти Саудовской Аравии Али аль-Наими, принца аль-Валида, президента Мексики Энрике Пенья Ньето и премьер-министра Великобритании Дэвида Кэмерона, а также многих руководителей высшего уровня из списка «Fortune 500», таких как CEO нефтяной компании «BP» Роберт Дадли и богатейший человек Африки Алико Данготе.

## Личная жизнь
С 2002 года женат на Мануэле Миркос, сотруднице римского бюро газеты «The New York Times». Их свадьба проходила в православной церкви на острове Сифнос (Киклады, Греция). Предыдущий брак Дефтериоса закончился разводом.